# Đinh Ngọc Quý
Đinh Ngọc Quý (sinh ngày 20 tháng 2 năm 1973) là chính trị gia nước Cộng hòa xã hội chủ nghĩa Việt Nam. Ông hiện là Ủy viên Thường trực Ủy ban Xã hội của Quốc hội, Phó Chủ tịch Nhóm nghị sĩ hữu nghị Việt Nam – New Zealand, Đại biểu Quốc hội khóa XV từ Gia Lai. Ông từng là Ủy viên Ban Chấp hành Đảng bộ cơ quan Văn phòng Quốc hội, Thành viên Ban Thư ký Quốc hội, Vụ trưởng Vụ Các vấn đề xã hội.
Đinh Ngọc Quý là đảng viên Đảng Cộng sản Việt Nam, học vị Thạc sĩ luật, Cao cấp lý luận chính trị. Ông có sự nghiệp hơn 25 năm công tác trong ngành xã hội của Quốc hội.

## Xuất thân và giáo dục
Đinh Ngọc Quý sinh ngày 20 tháng 2 năm 1973 tại xã Tiên Sơn, huyện Duy Tiên, tỉnh Nam Hà, nay là thị xã của tỉnh Hà Nam. Ông lớn lên và tốt nghiệp phổ thông ở Duy Tiên, thi đỗ Trường Đại học Tổng hợp Hà Nội, nay là Đại học Quốc gia Hà Nội, và tốt nghiệp Cử nhân Luật năm 1994, theo học thêm chương trình Cử nhân Dân số học, rồi học cao học và nhận bằng Thạc sĩ Luật học. Ông được kết nạp Đảng Cộng sản Việt Nam vào ngày 15 tháng 6 năm 2004, trở thành đảng viên chính thức sau đó 1 năm, từng theo học các khóa chính trị ở Học viện Chính trị Quốc gia Hồ Chí Minh và tốt nghiệp Cao cấp lý luận chính trị.

## Sự nghiệp
Tháng 3 năm 1995, sau khi tốt nghiệp trường Tổng hợp Hà Nội, Đinh Ngọc Quý ký kết hợp đồng lao động với Văn phòng Bộ Khoa học, công nghệ và Môi trường, là Chuyên viên hợp đồng, làm việc tại Phòng Pháp chế, Văn phòng Bộ, nay là Vụ Pháp chế, Bộ Khoa học và Công nghệ. Ông làm việc theo hợp đồng đến tháng 8 thì được tuyển vào Công ty Chế biến và Kinh doanh Than miền Bắc thuộc Tổng Công ty Than Việt Nam – nay là Công ty cổ phần kinh doanh Than miền Bắc thuộc Tập đoàn Công nghiệp Than Khoáng sản Việt Nam, là Chuyên viên Phòng Kế hoạch – Pháp chế. Sau đó 2 năm, vào tháng 6–8 năm 1997, ông thử việc tại Vụ Các vấn đề xã hội, Văn phòng Quốc hội, rồi Chuyên viên hợp đồng và tập sự tại Vụ Các vấn đề xã hội trong 1 năm, chính thức là công chức từ tháng 8 năm 1999. Ông công tác liên tục hơn 10 năm, cho đến tháng 4 năm 2010 thì được bổ nhiệm làm Phó Vụ trưởng Vụ Các vấn đề xã hội, đồng thời giữ các vị trí khác như Ủy viên Ban Chấp hành Công đoàn Bộ phận Các Vấn đề xã hội, Phó Bí thư Chi bộ Các vấn đề xã hội.
Tháng 10 năm 2016, Đinh Ngọc Quý nhậm chức Vụ trưởng Vụ Các vấn đề xã hội, Văn phòng Quốc hội, đồng thời là Thành viên Ban Thư ký Quốc hội, rồi Ủy viên Ban Chấp hành Đảng bộ Cơ quan Văn phòng Quốc hội nhiệm kỳ 2020–2025. Năm 2021, ông được Trung ương Mặt trận Tổ quốc Việt Nam, Ủy ban Thường vụ Quốc hội giới thiệu tham gia ứng cử đại biểu Quốc hội từ Gia Lai, tại đơn vị bầu cử số 1 gồm thành phố Pleiku, huyện Chư Păh, Ia Grai, Đức Cơ, Chư Prông, rồi trúng cử Đại biểu Quốc hội khóa XV với tỷ lệ 82,30%. Ngày 21 tháng 7 năm 2021, ông được phê chuẩn làm Ủy viên Thường trực Ủy ban Xã hội của Quốc hội, Phó Chủ tịch Nhóm nghị sĩ hữu nghị Việt Nam – New Zealand từ tháng 11 cùng năm.